# Paluda dahurica
Paluda dahurica är en insektsart som beskrevs av Dlabola 1967. Paluda dahurica ingår i släktet Paluda och familjen dvärgstritar. Inga underarter finns listade i Catalogue of Life.